# Gabriele C. Hegerl
Gabriele C. Hegerl es una climatóloga de la Facultad Nicholas de Ambiente, de la Duke University, y una autora coordinadora principal del Cuarto Informe de Evaluación del Grupo Intergubernamental de Expertos sobre el Cambio Climático (IPCC).
Dirige un equipo que pretende: 

... encontrado subidas y bajadas sustanciales en la Tº de la Tierra antes de los tiempos modernos, contando otros estudios que confinan los incrementos de temperatura a la era industrializada. Marcado cambio climático en otros siglos por el resultado de "fuerzas externas", con los hallazgos de Duke, citando las erupciones volcánicas y otras influencias. "Nuestra reconstrucción soporta una gran cantidad de variabilidad en el pasado ", dijo el director de investigación Gabriele Hegerl de la Duke's Nicholas School de Ambiente y Ciencias Terrestres.

Hegerl también ha conocido la investigación sobre la atribución del cambio climático moderno a las emisiones antropogénicas de gases de efecto invernadero. Es autora y coordinadora del Cuarto Informe de Evaluación del IPCC en el Grupo de Trabajo I para el capítulo "Entendimiento del Cambio Climático".
Su investigación se centra en la variabilidad natural del clima y los cambios en el clima debido a los cambios naturales y antropogénicos en el forzamiento radiativo (tales como el calentamiento de efecto invernadero, los efectos climáticos de las erupciones volcánicas y cambios en la radiación solar).

## Algunas publicaciones
- "Annular Modes in the Extratropical Circulation. Part II: Trends", por DWJ Thompson, JM Wallace, GC Hegerl - Journal of Climate, 2000
- "Simulation of the influence of solar radiation variations on the global climate with an ocean-atmosphere general circulation", por U Cubasch, R Voss, GC Hegerl, J Waszkewitz, T. J. Crowley - Climate Dynamics, 1997
- "Statistically optimal approaches to detecting anthropogenic climate change". N.º 167 de Report Max-Planck-Institut für Meteorologie, por G.C. Hegerl, Gerald R. North, 23 pp. 1996
- "Multi-fingerprint detection and attribution analysis of greenhouse gas, greenhouse gas-plus-aerosol and solar forced climate change", por G.C. Hegerl, K. Hasselmann, U. Cubasch, J. F. B. Mitchell, E. Roeckner, R. Voss and J. Waszkewitz
- "Detecting Greenhouse-Gas-Induced Climate Change with an Optimal Fingerprint Method", por GC Hegerl, H von Storch, K Hasselmann, BD Santer, Ulrich Cubasch, and Philip D. Jones - Journal of Climate, 1996
- "Detection of climate change and attribution of causes", por JFB Mitchell, DJ Karoly, GC Hegerl, FW Zwiers, MR … - Climate Change 2001: The Scientific Basis, 2001
- "The Effect of Local Sea Surface Temperatures on Atmospheric Circulation over the Tropical Atlantic", por P Chang, R Saravanan, L Ji, GC Hegerl - Journal of Climate
- "On multi-fingerprint detection and attribution of greenhouse gas- and aerosol forced climate change", por GC Hegerl, K Hasselmann, U Cubasch, JFB Mitchell, E Roeckner, R Voss, J Waszkewitz - 1996